# Espasí
L'espasí és un instrument musical (encara que originàriament no ho fos) de metall percudit i d'afinació indeterminada, amb una fulla d'acer, de la qual treu el nom i que va penjada d'una canella per una cinta, lligada a l'empunyadura. Es colpeja amb la fulla d'una daga, amb l'altra mà, com els ferrets.
Antigament, a Eivissa, durant la Missa del Gall, després de l'ofertori, les autoritats i els notables de la població, vestits amb les millors robes i coberts amb grans capes, cantaven una cançó que venia a ser com un goig descriptiu del Misteri de Nadal, alternada amb modulacions inarticulades, molt elementals, que donaven al cant una fesomia arcaica. Crida l'atenció el qualificatiu de caramelles que hom aplicava a aquest cant tan singular, el qual era alhora cançó i salmòdia. Mentre hom l'entonava, a l'església, els músics, arrenglerats davant de l'altar major, tocaven l'espasí, amb l'acompanyament d'unes castanyoles molt grosses i gairebé rectangulars, típiques d'aquesta illa, d'una flaüta i d'un tamborí anomenat tambor. Actualment les caramelles se segueixen fent, tot i que ara les interpreten els membres de les associacions folclòriques de l'illa, les colles de ball pagès.